# Bo Holmberg (semitisk filolog)
Bo Holmberg, född den 11 maj 1957, död den 12 augusti 2024, var en svensk filolog.
Holmberg, som var professor i semitiska språk vid Lunds universitet, växte upp som missionärsbarn i Kodaikanal i Indien. Han disputerade med en edition av en text av teologen biskop Israel av Kashkar(en) från 800-talet.

## Utmärkelser, ledamotskap och priser
- Ledamot av Kungliga Humanistiska Vetenskapssamfundet i Lund (LLHS)
- Ledamot av Vetenskapssocieteten i Lund (LVSL, 1987)[2]